# Barcelonnettes en Puebla
Los barcelonnettes en Puebla refiere al grupo de inmigrantes originarios de la región de Barcelonnette, Francia, que se instalaron en el estado de Puebla, México, entre mediados del siglo XIX y principios del siglo XX. La migración barcelonneta además de llegar al estado de Puebla, se estableció en diversas ciudades mexicanas como la Ciudad de México y San Luis Potosí. Son reconocidos por su influencia en la vida cotidiana de la ciudad de Puebla, así como su impacto en el comercio, arquitectura y sociedad de la época.

## Llegada
A inicios del siglo XIX, el cierre de una fábrica de telas, propiedad de Jacques Arnaud, provocó que el empresario comenzara a viajar a Luisiana, Estados Unidos, para mantener su negocio mediante la venta de telas al ejército norteamericano. Tras la Independencia de México en 1821, Arnaud comenzó a viajar a este país, estableciendo con sus hermanos un local en el centro de la Ciudad de México, llamado Las Siete Puertas. La prosperidad de este almacén hizo que los Arnaud solicitaran ayuda a varios amigos, lo que detonó la apertura de más comercios.
Debido a este éxito, a partir de 1850, miles de habitantes de la región de Barcelonnette comenzaron a emigrar hacia México; se calcula que entre dos mil y dos mil 500 jóvenes viajaron al país para probar suerte.
En el caso de Puebla, la presencia de los barcelonnettes comenzó en 1840. Se tiene documentado el caso de Joseph (Antoine) Couttolenc, quien ha sido considerado el primer barcelonnette en México (versión que difiere del relato de la familia Arnaud). Couttolenc se estableció primero en Veracruz, llegando a vivir a Puebla en la villa de Chalchicomula en 1847. Sin embargo, pocos fueron los barcelonnettes que se establecieron en el área rural, prefiriendo las urbes. Ahí detonaron el comercio, especialmente en el rubro de la venta de ropa y novedades.

## Impacto económico en Puebla
De acuerdo con el censo de 1895, en el estado de Puebla había 122 personas de nacionalidad francesa, representando 8.4 por ciento de los extranjeros residentes en la época (1,458); 80 de ellos vivía en el distrito de Puebla (donde se encontraba la capital). De la población francesa en el estado, la mayoría provenía de la región de Barcelonnette.
Se contabilizan al menos 14 comercios de artículos de ropa en Puebla durante la época; muchos, de gran influencia en la vida económica de la ciudad. Uno de los más reconocidos es el almacén Ciudad de México, cuyo legado arquitectónico aún se puede admirar en el inmueble de Las Fábricas de Francia (también conocido como edificio francés de Puebla), ubicado en el Centro Histórico de la ciudad y considerado desde 1983 como monumento histórico.
Otro de los comercios históricos de los barcelonnettes en Puebla fue Al Puerto de Liverpool, establecido también en el Centro Histórico de la ciudad. Almacenes como Las Fábricas Universales, Au bon marché, El Puerto de Veracruz, entre otros, también fueron evidencia de la actividad económica de los barcelonnettes en Puebla. Este grupo no solo se dedicó a la venta de ropa, sino que también incursionó en el comercio con boticas, hoteles y otras industrias.

## Legado material
Entre los años de 1810 y 1860, la ciudad de Puebla sufrió un deterioro importante en términos urbanísticos, debido a los estragos de la Independencia y de la intervención francesa. Durante la segunda mitad del siglo XIX, la reconstrucción de la ciudad reflejó la influencia de los inmigrantes barcelonnettes, como en el caso del panteón francés y el edificio del almacén Ciudad de México.